# Eduardo Navia
Eduardo Navia Sienra (Montevideo, 9 de octubre de 1930-Montevideo, 11 de mayo de 2019) fue un periodista uruguayo. 

## Biografía
Fue el mayor de cinco hermanos, oriundos del barrio montevideano de Colón. Cursó educación secundaria en el Colegio Pío IX de esa zona. Por el fallecimiento de su padre, se hizo cargo de la familia y trabajó más de diez años en la empresa Carrau, Passadore y Mutio, en Colón.
A fines de 1958, ingresó en la redacción de El Bien Público, dirigido entonces por el abogado César Luis Aguiar. En 1959 el periodista argentino Edgardo Sajón asumió como Jefe de Redacción del diario iniciando una etapa de renovación. En 1960 Navia fue Jefe de Información y posteriormente Subsecretario de Redacción, hasta diciembre de 1962.
En 1963 viajó a España realizando estudios profesionales en periódicos españoles. En ese año y en 1964 trabajó en el diario montevideano La Mañana.
En agosto de 1964 se integró al equipo profesional que en febrero de 1965 editó BP Color (continuador de El Bien Público) el primer diario en ófset y en color de América Latina, donde fue Jefe de Redacción hasta que en 1967 pasó a ser editor del vespertino Extra, diario de la misma empresa editora de BP Color. Luego volvió a la jefatura de Redacción de BP Color hasta el mes de noviembre de 1970 cuando renunció.
También trabajó en El Diario, BP Color, Extra, El País, El Observador y en la agencia de noticias The Associated Press. En Paraguay fue asesor en la creación del diario ABC Color en 1967.
Fue director de publicaciones de SEUSA, empresa editora de los periódicos La Mañana y El Diario (1972 - 1973). Ocupó el cargo de redactor y coordinador de redacción de El País en distintos períodos entre 1971 y 1990. A partir de 1974y hasta 1979 fue director de informativos de Teledoce, en el canal 12 de Montevideo- En marzo de 1985, en el primer gobierno electo luego de la dictadura cívico militar, asumió como director de la Secretaría de Información de la Presidencia de la República (SEPREDI), cargo que ocupó hasta 1987.
En noviembre de 1991 se sumó como asesor al equipo periodístico del diario El Observador Económico, tarea que desempeñó hasta 1994.
Falleció el día 11 de mayo de 2019 en Montevideo, a los 88 años.